# Liangting (socken)
Liangting (kinesiska: 凉亭, 凉亭乡) är en socken i Kina. Den ligger i provinsen Henan, i den centrala delen av landet, omkring 360 kilometer söder om provinshuvudstaden Zhengzhou. Antalet invånare är 15 705. Befolkningen består av 7 588 kvinnor och 8 117 män. Barn under 15 år utgör 24,0 %, vuxna 15-64 år 64 %, och äldre över 65 år 10,0 %.
Genomsnittlig årsnederbörd är 1 445 millimeter. Den regnigaste månaden är juli, med i genomsnitt 258 mm nederbörd, och den torraste är januari, med 34 mm nederbörd.